# Microsoft Keyboard Layout Creator
Microsoft Keyboard Layout Creator (MSKLC) — программа, предназначенная для создания или изменения раскладок клавиатуры для ОС Windows. Выпускалась до 2017 года. Распространяется бесплатно на сайте корпорацией Microsoft.

## Применение
Microsoft Keyboard Layout Creator позволяет:
- создавать раскладки клавиатуры для языков, которые ещё не имеют поддержки в Windows;
- создавать дополнительные регистры для символов, вызываемых по нажатию клавиш AltGr (Ctrl+Alt), Shift+AltGr (Shift+Ctrl+Alt), соответственно, для нижнего и верхнего регистров;
- назначать «немые клавиши»[1] для ввода акцентированных символов[англ.] (например, если клавиша с привязанным символом ~ назначена как «немая», то при последовательном нажатии ~ и n будет напечатана буква ñ, а если удерживать при этом клавишу Shift, то Ñ; при нажатии же на Space (пробел) будет напечатан символ ~);
- назначать дополнительные регистры на клавиши с помощью Ctrl, Shift+Ctrl (не рекомендуется использовать буквенные клавиши, поскольку операционная система или приложение могут воспринимать их как управляющие символы);
- в дополнение использовать ещё одну пару регистров с помощью CapsLock, Shift+CapsLock, известные как метод SGCAP[2][3];
- назначать обозначения языков для корректного отображения в системном лотке.

Пользователь программы может:
- Создавать новые раскладки клавиатуры «с нуля».
- Создавать новые раскладки на основе существующей, переназначая клавиши.
- Редактировать файл раскладки существующей клавиатуры (.KLC) и осуществлять построение из него новой раскладки.
- Проводить компиляцию полученных раскладок клавиатуры для последующего развёртывания и установки.

## Системные требования
Для установки и использования MSKLC операционная система должна отвечать следующим минимальным требованиям:
- Windows 10, Windows 2000, Windows XP или Windows Server 2003 (MSKLC не работает на Windows NT 4.0, Windows 95, Windows 98 или Windows Me).
- Для своей работы программа требует предварительной установки .Net Framework версии 1.0 или 1.1.

Поддерживается установка и работа полученных раскладок на Windows 10, Windows XP, Windows 2000, Windows 2000 Service Pack 2, Windows 2000 Service Pack 3 и Windows Server 2003.